# Tomás Regalado
Pour le président salvadorien, voir Tomás Regalado (Salvador).
 (mars 2019).
Si vous disposez d'ouvrages ou d'articles de référence ou si vous connaissez des sites web de qualité traitant du thème abordé ici, merci de compléter l'article en donnant les références utiles à sa vérifiabilité et en les liant à la section « Notes et références ».
Tomás Regalado, né le 24 mai 1947 à La Havane, est un homme politique américain, membre du Parti républicain. Il est maire de la ville de Miami en Floride de 2009 à 2017.

## Biographie
Tomás Regalado est le premier enfant de Tomás Regalado Molina et Carmen Rita Valdez. En avril 1962, à l'âge de 14 ans, Tomás et son jeune frère Marcos sont placés sur un vol à destination de Miami, dans le cadre de l'opération Peter Pan. Ils vivent avec leur tante jusqu'à ce que leur mère arrive aux États-Unis un an plus tard. Il se lance plus tard dans une carrière de journaliste et devient directeur des nouvelles de Radio Mambi WAQI.
Le 3 novembre 2009, il est élu maire de la ville de Miami et est investi le 11 novembre suivant. Il est réélu le 4 novembre 2013 et le 8 novembre 2016.